# Francisco Vital
Pour les articles homonymes, voir Vital.
Francisco Vital, de son nom complet Francisco António Lucas Vital est un footballeur portugais né le 27 juin 1954 à Braga. Il évoluait au poste d'attaquant.

## Biographie

### En club
Formé au Caldas SC et au Benfica Lisbonne, il commence sa carrière en 1972 dans le club de FC Famalicão qui évolue en deuxième division portugaise,,.
En 1973, il est transféré à l'AC Marinhense, avec lequel il joue pendant une saison,,. 
Entre 1974 et 1977, il évolue dans le club du GD Riopele,,. 
Il découvre la première division portugaise en signant au FC Porto en 1977. Avec le club de Porto, il est notamment Champion du Portugal en 1978 et 1979,,.
En janvier 1980, il part en Espagne jouer au Real Betis,,.
Lors de la saison 1980-1981, il revient au Portugal représenter les couleurs de Benfica. Il réalise le doublé Coupe-Champion du Portugal 1980-1981 en devançant à chaque fois le FC Porto son ancien club,,.
Sa saison 1981-1982 au sein du Boavista FC est sa dernière en première division portugaise,,.
Entre 1982 et la fin de sa carrière en 1987, il évolue dans des clubs de deuxième division portugaise (SC Farense, CF Belenenses, FC Tirsense, FC Vizela),,.
Il dispute au total 78 matchs pour 14 buts marqués en première division portugaise,. En compétitions européennes, il dispute 3 matchs pour 2 buts marqués en Coupe des clubs champions, 11 matchs pour aucun but marqué en Coupe des vainqueurs de coupe et 1 match pour 1 but marqué en Coupe UEFA.

### En équipe nationale
International portugais, il reçoit une sélection en équipe du Portugal. Le 16 novembre 1977, dans le cadre des qualifications pour la Coupe du monde 1978, il marque un but contre Chypre (victoire 4-0 à Faro).

### En tant qu'entraîneur
Après avoir raccroché les crampons, il entame une carrière d'entraîneur

## Palmarès
Avec le FC Porto :
- Champion du Portugal en 1978 et 1979

Avec le Benfica Lisbonne :
- Champion du Portugal en 1981
- Vainqueur de la Coupe du Portugal en 1981
- Vainqueur de la Supercoupe du Portugal en 1980

Avec le SC Farense :
- Vainqueur de la deuxième division portugaise en 1983